# Henryk Suchowiak
Henryk Suchowiak (ur. 26 października 1873 w Buku, pow. Nowy Tomyśl, zm. 26 grudnia 1936 w Poznaniu) – inżynier mechanik, działacz gospodarczy, konsul honorowy Królestwa Belgii w Poznaniu.

## Życiorys
Urodził się 26 października 1873 w Buku, w rodzinie Stanisława (1836–1916) i Teresy z Mettlerów (1837–1903). Miał brata Jana (1861–1928). Po ukończeniu w 1892 Gimnazjum św. Marii Magdaleny w Poznaniu, studiował na politechnikach w Berlinie-Charlottenburgu (Technische Hochschulen) i Stuttgarcie, gdzie w 1897 otrzymał dyplom inżyniera mechanika. Po studiach przez ok. 2 lata pracował na Politechnice w Stuttgarcie jako asystent Katedry Elementów Maszyn na Wydziale Budowy Maszyn oraz był nauczycielem w miejscowej średniej szkole budowy maszyn. Po krótkiej praktyce w biurach technicznych fabryk Linke-Hofmann we Wrocławiu, objął w 1899 stanowisko inżyniera w Inowrocławskiej Fabryce Maszyn S.A. W 1901 przyjechał do Poznania, został inżynierem, a wkrótce potem naczelnym inżynierem oraz (do 1931) kierownikiem Wydziału Maszyn Rolniczych w Towarzystwie Akcyjnym (od 1927 Spółka Akcyjna) „Hipolit Cegielski”. Projektował i nadzorował wiele konstrukcji maszyn i narzędzi (pięcioskibowy pług, wyorywacz do buraków Jarysza, koparki do ziemniaków, wiele typów młocarń). W 1907 został dyrektorem technicznym i wszedł w skład zarządu Towarzystwa (obie funkcje pełnił do końca życia). Kierował Spółką do 1936, przyczyniając się do intensywnego rozwoju, głównie dzięki uruchomieniu wielu nowych produktów. Firma „Hipolit Cegielski” stała się kombinatem przemysłowym, produkującym parowozy, wagony osobowe, wyposażenia elektrowni, cukrowni i przemysłu chemicznego oraz wiele urządzeń dla obronności kraju. W pismach fachowych publikował artykuły o najnowszych urządzeniach technicznych, m.in. O nowoczesnej maszynie parowej w „Przeglądzie Gorzelniczym” R. 14: 1909.
Znany był także jako działacz gospodarczy i społeczny, współorganizator Związku Towarzystw Przemysłowych w Poznaniu (1903), skupił także wielkopolską inteligencję techniczną przy Poznańskim Towarzystwie Przyjaciół Nauk, później w Związku Inżynierów Przemysłu, którego był wiceprezesem. Jako członek Rady Miejskiej Poznania (1919–1931) pracował w Zarządzie miasta i przewodniczył kilku komisjom technicznym. Był też członkiem Komisji Dyskontowej Banku Polskiego i Banku Gospodarczego Krajowego, Głównej Rady Kolejowej, prezesem rad nadzorczych kilku przedsiębiorstw. W 1926 został honorowym konsulem Królestwa Belgii na województwa poznańskie i pomorskie.
Od 15 lipca 1900 był żonaty z Marią z Warmińskich (1878–1957), z którą miał córkę Janinę (1901–1996), po mężu Dembińską, prawniczkę, i syna Bogdana Henryka.
Został pochowany 29 grudnia 1936 na cmentarzu Jeżyckim w Poznaniu (kwatera AB-1-168).

## Ordery i odznaczenia
- Złoty Krzyż Zasługi (16 stycznia 1930)[6]
- Order Korony (Belgia)